# Mickey Free
Mickey Free (Santa Cruz, Sonora, 1847 o 1848 - Whiteriver, Arizona, 1914, nombre apache Mig-gan-la-iae), nombre de nacimiento Félix Telles, fue un explorador apache y cazarrecompensas en el salvaje Oeste. Después de ser secuestrado por los apaches cuando era niño, fue criado como tal y se convirtió en guerrero. Más tarde se unió a los exploradores apaches del Ejército de los Estados Unidos, donde sirvió en Fort Verde entre diciembre de 1874 y mayo de 1878, allí recibió el sobrenombre de Mickey Free.

## Biografía

### Infancia y juventud
La madre de Telles era María Jesús Martínez, una mujer mexicana. Su padre fue Santiago Telles. Cuando tenían dieciséis años, los dos se conocieron y se enamoraron, pero Telles no se casó con María Jesús, tal vez por la resistencia de los padres de Santiago. Su nombre de pila al nacer fue Félix. En 1858, María Jesús y sus dos hijos, Félix y su media hermana, Teodora Rangel, conocieron y se mudaron con John Ward, un irlandés que había emigrado al territorio de Arizona y había comenzado un rancho. El censo estadounidense del 26 de agosto de 1860 para el asentamiento de Sonoita Creek en el territorio de Arizona indicaba que Félix Ward tenía 12 años, su hermana Teodora tenía 10 y su hermana Mary Ward tenía 5 meses. María Jesús Martínez figuraba como de 30 años y John Ward como de 54 años. Un medio hermano, Santiago Ward, afirmó más tarde que su nacimiento fue el 25 de julio de 1860, pero esto contradice el registro del censo. John Ward y María Jesús tuvieron cinco hijos antes de su muerte en 1867.

### Captura por los apaches
Félix fue secuestrado a los 12 años el 27 de enero de 1861 por un grupo de asalto apache de Pinal. Más tarde fue transferido a los Apaches Coyoteros, también conocidos como White Mountain Apaches. El secuestro tuvo implicaciones duraderas para las relaciones entre los apaches y los Estados Unidos. John Ward estaba fuera de su casa en Sonoita Creek por negocios. Al regresar a casa, se enteró por los vecinos que los apaches se habían llevado el ganado y a su hijastro.
Se dirigió inmediatamente al teniente coronel Pitcairn Morrison en Fort Buchanan y, creyendo que habían sido los apaches chiricahua quienes se habían llevado a su hijastro, insistió en una intervención militar. El subteniente George Nicholas Bascom, cumpliendo órdenes salió el 28 de enero para tratar de encontrar el rastro. Por la mañana no pudo localizarlo. Pero por la tarde, ubicó un sendero que conducía al este hacia el país de los Chiricahuas y el Paso Apache.
Bascom, comandante de la Compañía C del 7.º Regimiento de Infantería, sabía por experiencia que sólo los Chiricahuas iría hacia el este. Lo que no se dio cuenta fue que la apertura de Fort Breckinridge en Aravaipa Creek y el río San Pedro en la tierra natal de Pinal estaba obligando a todos los asaltantes a dirigirse hacia el este. Los acontecimientos que siguieron se conocieron como el Incidente Bascom y desencadenaron las guerras apaches.
El 4 de febrero de 1861, con órdenes de recuperar al niño a toda costa, Bascom fue a Apache Pass para buscar a Cochise, yerno de Mangas Coloradas. Cochise aseguró que no tenía al niño, pero pensó que sabía quién lo tenía y que si le daban diez días podría traerlo. Bascom hizo rodear a los apaches, informándole a Cochise que serían retenidos como rehenes hasta que el niño fuera devuelto. Cochise escapó y capturó a sus propios rehenes para ofrecerlos a cambio, pero Bascom se negó. Siguieron una serie de violentas acciones de represalia por parte de cada lado antes de que los apaches chiricahua finalmente declararan la guerra.
Telles fue adoptado y criado por Nayundiie, una apache de las Montañas Blancas, y se convirtió en hermano adoptivo de Tlol-dil-zil, más tarde conocido como John Rope.

### Explorador
El 2 de diciembre de 1872, se unió al cuerpo de exploradores apaches del Ejército de los Estados Unidos, inicialmente con el rango de explorador y en dos años fue ascendido a sargento. Lo enviaron a Camp Verde para servir como intérprete, donde conoció a Al Sieber. Como los soldados no podían pronunciar los nombres indígenas de los scouts, les pusieron apodos. Debido a su cabello rojo y a su característica tez blanca, los soldados afirmaron que el explorador llamado Feliz se parecía a un personaje de la novela de Charles Lever de 1840, titulada Charles O'Malley: The Irish Dragoon llamado «Mickey Free», por lo que le pusieron ese apodo.
Free sirvió como explorador de George Crook en la búsqueda de Gerónimo y Nana. Acompañó a Crook en su expedición a la Sierra Madre en 1883 y acompañó a Chatto y otros apaches en una visita a Washington D. C.. en 1886. Dejó el cuerpo de exploradores en 1893.
En su época como cazarrecompensas, rastreó a Apache Kid, quien en un momento dado tenía una recompensa de 15 000 dólares por su cabeza.

### Muerte
Después de dejar el ejército, se mudó a la reserva india de Fort Apache con el resto de los White Mountain Apache Scouts y vivió el resto de su vida como granjero hasta su muerte en 1914. Se casó cuatro veces y tuvo dos hijos y dos hijas.